# Ryan Tyack
Ryan Tyack, född den 2 juni 1991 i Nambour, Queensland, är en australisk bågskytt.
Han tog OS-brons i lagtävlingen i samband med de olympiska bågskyttetävlingarna 2016 i Rio de Janeiro..